# 財閥家の末息子
『財閥家の末息子～Reborn Rich～』（ざいばつけのすえむすこ、朝: 재벌집 막내아들）は、韓国のJTBCで2022年11月18日から同年12月25日まで放送されていたテレビドラマ。日本では、動画配信サービスのLemino、Amazonプライム・ビデオ、U-NEXT、Huluで配信されている。2025年6月1日、Netflixでも配信された。
原作は「山景」によるウェブ小説で、漫画版はNAVER Webtoonで連載されている。また、漫画版の日本語翻訳版はLINEマンガで連載されている。

## ストーリー
スニャングループの不正を取り消す未来資産チーム長のユン・ヒョヌ（ソン・ジュンギ）。ある日、ヒョヌにスニャンの資産を取り戻す任務が与えられるが、何者かに追われ銃殺される。目を覚ますと、ヒョヌはかつて自らを殺害したスニャン一族の末孫チン・ドジュン（ソン・ジュンギ）として生まれ変わっていた。この機会を利用して、ドジュンは自らを殺害したスニャン一族への復讐を決意する。

## キャスト
- チン・ドジュン：ソン・ジュンギ

スニャングループ末孫。天才的な頭脳と冷酷さを兼ね備えている。前世で自分を殺したスニャングループに復讐を誓う。
- ユン・ヒョヌ：ソン・ジュンギ

スニャングループ未来資産チーム長。ある任務で何者かに殺害され、1987年のチン・ドジュンに転生する。
- チン・ヤンチョル：イ・ソンミン

スニャングループ創業者。ドジュンの父である末息子・ユンギ一家を冷遇していたが、未来を的確に言い当てたドジュンに目をつける。
- ソ・ミニョン：シン・ヒョンビン

スニャングループを捜査するソウル中央地検検事で、ユン・ヒョヌの転生後はドジュンの恋人。

## スタッフ
- 演出 - チョン・デユン
- 脚本 - キム・テヒ、チャン・ウンジェ